# Gdzie jesteś (singel)
Gdzie jesteś (tytuł oryginalny: Wherever You Are) – singel wykonywany przez Annę Marię Jopek i Grzegorza Markowskiego, promujący animowany film Walta Disneya pt. Niezwykła przygoda Kubusia Puchatka. Utwór znalazł się na albumie Kubuś Puchatek – Piosenki ze Stumilowego Lasu.